# Eagle Rock Entertainment
La Eagle Rock Production è un'etichetta discografica fondata nel 2012 da Geoff Kamplin, già manager della nota Eagle Records.
Nata con lo scopo di promuovere artisti già affermati da alcuni decenni, prevalentemente nei generi rock progressivo, hard rock e rock alternativo.
La casa discografica produce e mette in vendita anche concerti live e raccolte.
Dal 2014 è di proprietà della Universal Music Group.
I principali artisti che l'etichetta ha prodotto nei suoi primi anni sono: The Rolling Stones, Roger Waters, The Who, Elton John, ZZ Top, Tina Turner, John Lee Hooker, Peter Gabriel, Metallica, Dream Theater, Talking Heads, Jeff Beck, Supertramp, Simple Minds, Iggy Pop, Rich Robinson, Styx
Nel 2016 inizia a produrre artisti pop rock di notevole fama, come gli Heart, mentre nel 2017 allarga ulteriormente il campo andando a produrre artisti di musica pop, riscuotendo grande successo grazie alla pubblicazione del DVD del concerto Rebel Heart Tour di Madonna.
La sede si trova, sin dalla sua fondazione a Londra.
Inoltre dal 2015 la società produce film musicali e documentari per cinema, televisione e in DVD, con interviste ai grandi gruppi e musicisti del passato.
Nel 2018 cambia definitivamente nome in Eagle Rock Entertainment, così come il marchio che ha utilizzato fin dalla sua fondazione per promuovere e commercializzare i suoi prodotti.

## Artisti con più album
- Procol Harum
- Rainbow
- The Moody Blues
- Lynyrd Skynyrd
- Deep Purple
- Tangerine Dream